# Nacré boréal
Boloria frigga
Espèce
Le Nacré boréal ou Nacré de Thunberg (Boloria frigga) est une espèce de lépidoptères de la famille des Nymphalidae et de la sous-famille des Heliconiinae.

## Dénomination
L'espèce Boloria frigga a été décrite par Carl Peter Thunberg en 1791.
Synonymes :
- Papilio frigga Thunberg, 1791 — protonyme
- Clossiana frigga (Thunberg, 1791)[1]

### Noms vernaculaires
Le Nacré boréal ou Nacré de Thunberg se nomme Frigga's Fritillary en anglais, et Willow-Bog Fritillary en Amérique.

### Sous-espèces
- Boloria (Clossiana) frigga frigga
- Boloria (Clossiana) frigga alpestris (Elwes, 1899)
- Boloria (Clossiana) frigga annae (Sushkin, 1906)
- Boloria (Clossiana) frigga gibsoni (Barnes & Benjamin, 1926) en Alaska.
- Boloria (Clossiana) frigga maritima (Kardakov, 1928)
- Boloria (Clossiana) frigga saga (Staudinger, 1861) au Canada.
- Boloria (Clossiana) frigga sagata (Barnes et Benjamin, 1923) dans le Wyoming et le Colorado[1].

## Description
C'est un papillon au dessus roux orangé à aire basale et ornementation marron avec des lignes de festons et de points.
Le revers est plus clair avec aux postérieures un reflet violet de la région basale et des taches nacrées.

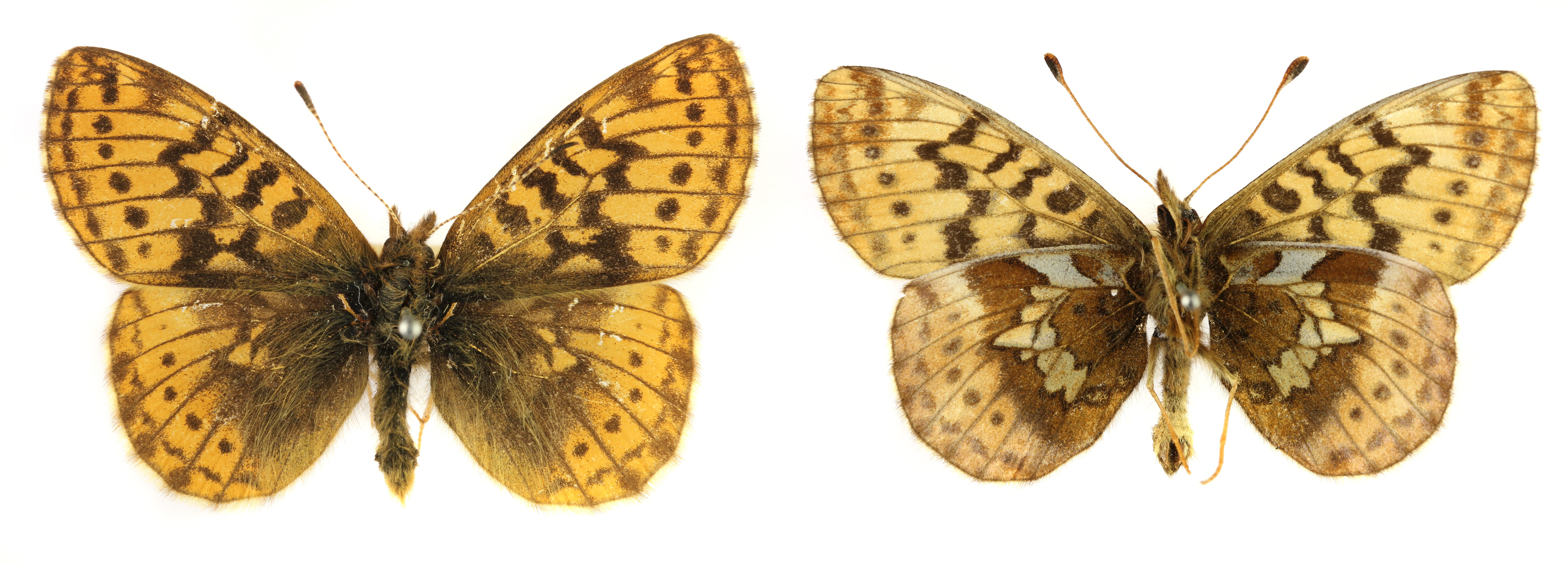
Imago : dessus à gauche, dessous à droite

### Chenille
La chenille est noire avec une raie violette sur les côtés.

## Biologie

### Période de vol et hivernation
Il vole en une génération entre juin et juillet.
C'est la chenille qui hiverne.

### Plantes hôtes
Ses plantes hôtes sont Rubus chamaemorus et d'autres plantes à confirmer,.

## Écologie et distribution
Le Nacré boréal réside dans le nord de l'Amérique du Nord, de la Scandinavie et de la Chine. En Europe il est présent dans les États Baltes et en Fennoscandinavie. En Amérique il est présent du nord de l'Alaska et du Canada jusqu'au Wyoming et au Colorado sous forme d'isolats.

### Biotope
C'est un papillon des landes humides et des marécages.

### Protection
Pas de statut de protection particulier.

### Référence taxinomique
- (en) Fauna Europaea : Boloria (Clossiana) frigga (Becklin, 1791) (consulté le 21 mars 2023)